# 细叶旱稗
细叶旱稗（学名：Echinochloa crusgalli var. praticola）为禾本科稗属下的一个变种。

## 扩展阅读
- 維基物種上的相關：细叶旱稗